# استیک انیدرید
استیک انیدرید (به انگلیسی: Acetic anhydride) یک ترکیب شیمیایی با شناسه پاب‌کم ۷۹۱۸ است. شکل ظاهری این ترکیب، مایع شفاف است و در صنعت از ترکیب آن با سالیسیلیک اسید، آسپرین تولید میکنند.